# Matwiej Wajnrub
Matwiej Grigorjewicz Wajnrub (ros. Матвей Григорьевич Вайнруб, ur. 19 kwietnia?/2 maja 1910 w Borysowie, zm. 14 lutego 1998 w Kijowie) – radziecki dowódca wojskowy, generał porucznik, Bohater Związku Radzieckiego (1945).

## Życiorys
Urodził się w żydowskiej rodzinie robotniczej, był bratem Jewsieja. W latach 1924–1929 pracował w zakładzie szklarskim, w 1927 roku skończył dwa kursy fakultetu robotniczego (rabfaku), od 1929 służył w Armii Czerwonej. W 1931 ukończył Zjednoczoną Białoruską Szkołę Wojskową, a w 1941 Akademię Wojskową im. Frunzego, od 1931 roku należał do WKP(b), w maju 1941 został szefem wywiadu dywizji pancernej Północnokaukaskiego Okręgu Wojskowego. Od czerwca 1941 roku brał udział w wojnie z Niemcami na Froncie Zachodnim, Południowo-Zachodnim, Stalingradzkim i 1 Białoruskim, w styczniu 1942 roku został zastępcą dowódcy wojsk pancernych 7 Armii Rezerwowej/62 Armii w Stalingradzie, uczestniczył w bitwie stalingradzkiej. Później był dowódcą wojsk pancernych i zmechanizowanych 8 Gwardyjskiej Armii 1 Frontu Białoruskiego w stopniu generała majora, szczególnie wyróżnił się podczas operacji wiślańsko-odrzańskiej, umiejętnie dowodząc działaniami bojowymi grupy czołgistów przerywających obronę przeciwnika na lewym brzegu Wisły w rejonie Magnuszewa. Podczas wojny był pięciokrotnie ranny. Po wojnie został zastępcą dowódcy Kijowskiego Okręgu Wojskowego, w 1951 roku ukończył Wojskową Akademię Sztabu Generalnego, w 1956 zaocznie Nowosybirski Instytut Industrialny, a w 1970 roku zakończył służbę wojskową. Pracował jako starszy pracownik naukowy Ukraińskiego Naukowo-Badawczego Instytutu Informacji Technicznej. Był honorowym obywatelem Wołgogradu i Borysowa. Został pochowany w Kijowie. W maju 2013 roku w Aszdodzie został odsłonięty pomnik braci Wajnrubów.

## Odznaczenia
- Złota Gwiazda Bohatera Związku Radzieckiego (6 kwietnia 1945)
- Order Lenina (dwukrotnie)
- Order Czerwonego Sztandaru (czterokrotnie)
- Order Bohdana Chmielnickiego I klasy
- Order Suworowa II klasy
- Order Kutuzowa II klasy
- Order Wojny Ojczyźnianej I klasy
- Order Czerwonej Gwiazdy

I medale ZSRR oraz odznaczenia zagraniczne.